# 天国に行けないパパ
『天国に行けないパパ』（原題:Short Time）は、1990年に公開されたアメリカ合衆国の映画。
退職間近の刑事がトラブルから余命わずかと勘違いし、家族のために保険金を残そうと殉職を試みるというコメディ作品である。監督はグレッグ・チャンピオン。主演はダブニー・コールマン、マット・フリューワー、テリー・ガー。

## あらすじ
シアトル市警察の刑事であるバート・シンプソンは、1週間後に退職を控えていた。万事慎重なバートは防弾ベストも2枚重ねで、軍の特殊な銃器が強奪された事件の犯人を追尾しても、危険なことはせずに犯人を取り逃がし、満座の中で署長に嫌味を言われるほどであった。バートには別れた妻との間に小学生の息子がおり、息子のことを心から愛している。彼の夢は息子をハーバード大学に進学させることだが、「こんなに早くからあまりプレッシャーをかけないで」と、元妻にいつも言われている。
ある日、生命保険加入の為の事前審査のために病院を訪れるバート。相棒のアーニーには「今更生命保険に入ってどうする」と言われるが、自分に何かあっても息子や元妻が経済的に苦しまないように、との彼の思いからだった。しかし、会社に薬物使用を疑われ、社命により血液検査を受けに来ていたバスの運転手が、マリファナ使用歴をごまかすために自分とバートの血液サンプルをすり替えてしまう。それに気づかなかった医者はそのまま血液検査を行い、バートは不治の稀な病気かつ末期症状であり、死が間近であるとの診断を下す。
宣告を受け、悄然と抜け殻のように病院を出たバート。生命保険にも入れず、将来息子がハーバードに入るお金がなかったらどうしようかと、絶望の縁に立たされた。バートは、警察から死亡時の補償金が出ないかと思い、警務課を訪れる。窓口の担当者に尋ねると「職務中の死亡に限り、30万ドル程度の補償金が出る」という。つまり、殉職した場合のみ遺族に補償金が出るということである。
死期が近く、息子に残してやる金もないと考えたバートは、退職までの間に殉職することを決意する。手始めに、シアトルで最も危険な地域でのパトロールを志願した。いつもは慎重なバートの鬼気迫る姿に、事情を知らない署長は驚きつつも「退職する前は誰でも不安になる」と慰めるが、言うことを聞くバートではなかった。
根負けした署長はバートにパトロール任務を課すものの、老齢夫婦の些細な喧嘩に呼び出されるなど、まともな事件にありつけない。その時、無線が入った。武装強盗が車で逃走し、パトカーが追尾しているという。「管轄外だぞ！」という相棒の制止も聞かず、バートは殉職するために覆面パトカーを走らせる。高速道路での危険な追尾に割り込んだバートは、追尾中のパトカーを押しのけてまで先頭に立ち、犯人を猛追する。しかし、犯人が発砲した弾丸はバートには1発も当たらず、インターチェンジでパトカーが横転しても、本人は傷ひとつ負わない。これでは殉職にならないと思い、さらなる猛追を続け、市街地で危険かつ壮絶なカーチェイスを繰り広げる。ついには犯人の車と衝突して両車ともに大破し、犯人は重傷で病院送りになったものの、バートは傷一つ負わなかった。
バートは不本意ながらも生き延びてしまい、殉職者遺族補償金ではなく、シアトル市警の勲章を貰ってしまう。その後も数回にわたって殉職を試みるものの、肝心の補償金を貰う機会は訪れず、皮肉にも不要な勲章だけが増えて行った。しかし、死期が迫ると思ったことで、自分自身、そして家族を見つめ直し、元妻や息子に対する態度も変わって行くのだった。

## キャスト
| 役名                     | 俳優                       | 日本語吹替          |
| ------------------------ | -------------------------- | ------------------- |
| バート・シンプソン刑事   | ダブニー・コールマン       | 阪脩                |
| アーニー・ディルス刑事   | マット・フリューワー       | 千田光男            |
| キャロライン・シンプソン | テリー・ガー               | 宗形智子            |
| ダギー・シンプソン       | カジ＝エリック・エリクセン | 大谷育江            |
| 署長                     | バリー・コービン           | 村松康雄            |
| スケイルス               | ジョー・パントリアーノ     | 菅原正志            |
| ヴィート                 | トニー・パンテージズ       | 相沢正輝            |
| スターク                 | ザンダー・バークレー       | 沢木郁也            |
| ダン・ミラー             | ロブ・ロイ                 | 津田英三            |
| マイケル・ルッツ         | キム・コンドラソフ         | 小野健一            |
| ジョナス・ルッツ         | ポール・ジャレット         | 梁田清之            |
| スピバーク               | ディー・ジェイ・ジャクソン | 辻親八              |
| ゴールドマン医師         | ポール・バッテン           | 田原アルノ          |
| ドレクスラー医師         | ケヴィン・マクナルティ     | 稲葉実              |
| 人質をとる男             | サム・マルキン             |                     |
| 事務員                   | ベティ・フィリップス       | 火野カチコ          |
| 看護婦                   | ブレンダ・クリッチロウ     | 相沢恵子            |
| 葬儀屋                   | ウェス・トリッター         | 塚田正昭            |
| 祭司                     | J・マクリー・エルロッド    | 伊井篤史            |
| その他                   | N/A                        | 真殿光昭 磯辺万沙子 |

- 日本語吹替：テレビ版・初回放送1993年6月30日『水曜ロードショー』

## スタッフ
- 監督：グレッグ・チャンピオン
- 製作：トッド・ブラック
- 脚本：ジョン・ブルメンタール、マイケル・ベリー
- 製作総指揮：ジョー・ワイザン、ミッキー・ボロフスキー
- 撮影：ジョン・J・コナー
- 音楽：アイラ・ニューボーン
- 編集：フランク・モリス、マイケル・リップス

日本語版
- 演出：向山宏志
- 翻訳：木原たけし
- 調整：高久孝雄
- 効果：リレーション
- 録音：オムニバス・ジャパン
- プロデューサー：上田正人
- 制作：東北新社、TBS

## テレビゲーム
1999年1月14日、サクセスからMaintosh用およびWindows用の英会話ソフト『Virtual Theater』として発売され、のちにPlayStation用ソフト『シネマ英会話』として発売された英会話トレーニング用のゲームソフトのタイトルの一つ。同作品を日本語字幕、英語字幕、日本語英語字幕で楽しむことができる他、英語字幕の単語を辞書で表示したりプレイヤーが設定する任意のタイミングでのリピート再生が可能となっている。発売元のサクセスとギャガとの間の版権上の契約規定により、映画全編の4分の1をカットする必要があるが、地上波放送時のカットとは違い、ストーリー構成を考慮したディレクターカット版としても映画そのものを楽しめる内容に仕上がっている。PlayStation版では画面上の制約があり、字幕が画面の大半を覆う場面もある。英語字幕をクリックするとその単語を辞書で表示する機能は便利であった。また出演者のアドリブやモブキャラの会話など、英語での制作台本にはない会話も網羅したり、英語での諺や慣用句など、映画の字幕ではとかく放置されがちな内容も英会話用に拾っていることは特筆すべき点である。